# OCTOPUS (バンド)
OCTOPUS（オクトパス）は、日本の4人組ロックバンド。メンバー全員が九州出身。

## メンバー
島内 大樹
（シマウチ ダイキ、1979年3月10日-）　ギター、ボーカル、ソングライター
- 愛称は『ダイちゃん』、『ダイキさん』、『島ちゃん』
- 血液型はB型
- 右利き
- 長崎県佐世保市出身
- 大のスポーツ好きで、特に野球 、サッカー、バスケットボールが大好き。地元なだけに福岡ソフトバンクホークスファン。
- 使用機材
  - Fender USA Jaguar(1962)
  - Marshall JCM900

藤本 聡
（フジモト サトシ、1978年8月1日-）、ギター
- 愛称は『モジ』、『モジさん』、『聡さん』
- 血液型はO型
- 右利き
- 福岡県福岡市出身
- 好きなタバコ の銘柄はキャメル
- 使用機材
  - ポール・リード・スミス スワンプアッシュスペシャル
  - KOCH  powertone
  - mesa/boogie

平田 和也
（ヒラタ カズヤ、1979年1月8日-）　ベース
- 愛称は『和也さん』、『カー』、『カーくん』、『カー兄』
- 血液型はO型
- 右利き
- 福岡県福岡市出身
- 好きな飲み物は焼酎。霧島酒造の「黒霧島」と「赤霧島」を好んで嗜む
- 使用機材
  - Fender  precision Bass(1962 Reissue)
  - Hartke 5000amp

松木 雄大
（マツキ ユウダイ、1982年12月24日-）　ドラム
- 愛称は『ユウダイ』、『雄ちゃん』、『雄大さん』
- 血液型は不明
- 右利き
- 佐賀県嬉野市 出身
- 惣流・アスカ・ラングレーと中川翔子が好みのタイプ
- エヴァンゲリオンにかなり精通している
- 使用機材
  - TAMA

## ディスコグラフィ

### シングル
1. オレンジ色
  1. 迷走
  2. 筏
  3. ブザービーター
  4. オレンジ色
2. ハシル
  1. ハシル
  2. NEW DAWN
  3. 存在
  4. 弟へ
3. 未完成
  1. 未完成
  2. アップルパイ
  3. under the sun
4. 虹/Without You
  1. 虹
  2. Without You

### ミニアルバム
1. farewell song
  1. farewell song
  2. sunshine
  3. 人魚の恋のメロディ
  4. 方舟
2. カナリア
  1. カナリア
  2. 鏡
  3. 花
  4. 7days

### アルバム
1. 銀河鉄道の夜
  1. 銀河鉄道の夜
  2. 未完成
  3. under the sun
  4. ハシル
  5. 夜空の少年
  6. Old Days
  7. ある愛の詩
  8. 筏
  9. ダイヤモンドの海
  10. 初恋

### ベストアルバム
1. Evergreen
  1. カナリア
  2. 虹
  3. under the sun ※
  4. ノクターン~Nocturne~
  5. 花 ※
  6. Sweetness ※
  7. 君らしく
  8. 輪舞曲~ロンド~
  9. あかいゆび
  10. 銀河鉄道の夜 ※
  11. あきらめない君へ

※：NEW RECORDING

### Galaxy Records Single
1. 1. Ready Steady/Tender
  2. 青春の終り 永遠の口/Lennon
  3. 恋唄/Thirsty
  4. wonderful life/青春坂
  5. 星二願イ/路上歌
  6. Sweetness/十郎川
  7. Shine/春にして君を想う
  8. In The Galaxy/7days
  9. その手がつかむもの/蜻蛉
  10. 花/真愛
  11. 君らしく/LUCY~without diamonds~
  12. ノクターン~Nocturne~/群青色に染まる頃
  13. 指環/Run High
  14. 輪舞曲~ロンド~/I wish you

### 楽曲提供
1. Galaxy Recordsのvol.13『指環』を沖縄出身の4人組女性アイドルグループSPEEDに提供。
  1. 2010年9月1日 SPEED『指環/Tracks』リリース。
  2. 作詞：島内大樹 (OCTOPUS) / JIN
  3. 作曲：島内大樹 (OCTOPUS)
  4. 編曲：nishi-ken
  5. サウンドプロデュース：nishi-ken & JIN